# Kabuscorp SC
Kabuscorp Sport Clube do Palanca, gewoonlijk bekend als Kabuscorp, is een voetbalclub uit de Angolese hoofdstad Luanda. Ze spelen in de Girabola, de hoogste voetbaldivisie van Angola. Het speelt zijn thuiswedstrijden in het Estádio da Cidadela. 
In januari 2012 contracteerde de club de Braziliaan Rivaldo.

## Erelijst
Girabola
2013
Beker van Angola
winnaar in 2013
Supertaça de Angola
2013
1° de Agosto ·
1° de Maio ·
Atlético Sport Aviação ·
Benfica Luanda ·
CR Caála · 
CD Huíla · 
GD Interclube · 
Kabuscorp SC ·
Recreativo do Libolo ·
Atlético Petróleos Namibe ·
Onze Bravos ·
Petro Atlético ·
Porcelana FC ·
Progresso do Sambizanga ·
GD Sagrada Esperança ·
Santos FC